# Sage Computer Technology Sage IV
Sage Computer Technology Sage IV (Sage IV) је професионални рачунар фирме Sage Computer Technology који је почео да се производи у САД током 1983. године.
Користио је Motorola MC-68000 микропроцесорску јединицу а RAM меморија рачунара је имала капацитет од 1 MB. 
Као оперативни систем кориштен је USCD P-System - CP/M 68K.

## Детаљни подаци
Детаљнији подаци о рачунару Sage IV су дати у табели испод.
|                       |                           |
| [ 1 ]                 |                           |
| Произвођач            |                           |
| Тип                   | професионални рачунар     |
| Меморија              | 1 MB                      |
| Поријекло             | Сједињене Америчке Државе |
| Година                | 1983                      |
| Тастатура             | серијски видео терминал   |
| Процесор              |                           |
| Фреквенција процесора | 8 .                       |
| RAM                   | 1 MB                      |
| ROM                   | непознато                 |
| Текст                 | 80 стубова x 25 линија    |
| Графика               | нема                      |
| Боја                  | нема                      |
| Звук                  | 1 глас - уграђени звучник |
| Димензије             | непознато                 |
| Портови               |                           |
| Оперативни систем     |                           |